# O zdradzie
O zdradzie (ang. Of Treason) – fraszka renesansowego angielskiego dworzanina i poety Johna Harringtona.

## Autor
John Harrington (1560-1612) był synem Johna Harringtona seniora, również poety i Isabelli Markham, dwórki królowej Elżbiety I Wielkiej. Z tej racji dostąpił zaszczytu bycia chrześniakiem monarchini, co otworzyło mu drogę do kariery politycznej. Toczyła się ona jednak ze zmiennym szczęściem, ponieważ niepokorny pisarz nieraz narażał się władczyni swoimi radykalnymi poglądami, zawartymi w kontrowersyjnych pismach. Obracanie się w kręgach dworskich było dla poety najlepszym uniwersytetem. Poznał on od podszewki funkcjonowanie państwa i prawa, co po latach zaowocowało omawianym epigramatem.
Największym dziełem literackim Harringtona jest tłumaczenie eposu Ludovica Ariosta Orland szalony, dokonane z zachowaniem wówczas jeszcze egzotycznej dla Anglików formy oktawy, czyli strofy ośmiowersowej, rymowanej abababcc, sprawiającej niemałe problemy wszystkim tłumaczom.
Harrington zapisał się w historii techniki jako wynalazca spłuczki toaletowej, którą nazwał Ajax.

## Forma
Utwór Harringtona jest dwuwersowym epigramatem, składającym się z jedenastozgłoskowych, realizujących model pięciostopowego jambu, wersów. Rym, spinający w parę obie linijki, jest przykładem parechezy, czyli skrajnej paronomazji, w której zestawiane słowa różnią się tylko jedną głoską reason : treason.
Treason doth never prosper: what’s the reason?
Why, if it prosper, none dare call it treason.

## Treść
Utwór w lakoniczny i łatwy do zapamiętania sposób podaje znaną prawdę, że moralne waloryzowanie ludzkich czynów jest względne i zależy od punktu widzenia. Jak powszechnie wiadomo, historię piszą zwycięzcy, a każdą, choćby największą podłość, można usprawiedliwić chęcią pomocy nowej władzy. Można dyskutować, czy fraszka jest wyrazem cynizmu autora czy tylko – podobnie jak w przypadku Niccoló Machiavellego –  trzeźwego spojrzenia na świat.

## Przekład
Utwór Harringtona przełożył na język polski Wiktor Jarosław Darasz. Tłumacz zastąpił jedenastozgłoskowiec oryginału szesnastozgłoskowcem.